# Монахова Тетяна Василівна
Тетяна Василівна Монахова (нар. 2 липня 1980, Миколаїв) — докторка філологічних наук, завідувачка кафедри журналістики ЧНУ ім. П. Могили, перша уповноважена із захисту державної мови (27 листопада 2019 року — 7 травня 2020).

## Життєпис
Тетяна Монахова народилася 2 липня 1980 року в Миколаєві. 2002 року закінчила Миколаївський педагогічний університет за спеціальністю «Учитель української мови і літератури та англійської мови та закордонної літератури».
2015 року захистила докторську дисертацію на тему «Сучасні стратегії текстотворення в українській мові».
Авторка монографії «Народництво, модернізм і постмодернізм у лінгвістиці», авторка посібників «Дискурсивна риторика», «Українська діалектологія», «Культура української мови».
27 листопада 2019 року — уповноважена із захисту державної мови, що передбачено Законом «Про забезпечення функціонування української мови як державної». Згідно з цим законом завданнями мовного омбудсмена буде захист української мови як державної, отримання інформації та послуг у сферах суспільного життя державною мовою, а також усунення перешкод і обмежень у користуванні державною мовою для громадян України. 24 квітня 2020 повідомила про намір залишити посаду у зв'язку з тим, що Кабмін заблокував створення Секретаріату, і відповідно жодних коштів навіть на зарплату Уповноваженого за півроку так і не було виділено.
Низка українських науковців, мовознавців і громадських діячів звернулася до Кабінету міністрів України через зволікання з призначенням мовного омбудсмена та проти кандидатури на цю посаду Тетяни Монахової..
Наступником її на посаді мовного омбудсмена 8 липня 2020 року призначено Тараса Кременя.